# Matt Selman
Matt Selman (n. 9 septembrie 1971, Massachusetts, SUA) este un scenarist și producător american.

## Biografie
Selman s-a născut în Watertown, Massachusetts⁠(d). A absolvit Beaver Country Day School⁠(d) în 1989 și Universitatea din Pennsylvania în 1993. Cu toate că și-a dorit să urmeze o carieră în jurnalism, acesta a decis să devină scenarist de televiziune. După doi ani de scenarii speculative⁠(d) nereușite, a fost angajat să scrie un episod pentru serialul Seinfeld în 1996.
În 1997, Selman a devenit parte din echipa de scenariști a serialului Familia Simpson și a ajuns în cele din urmă producător executiv. Acesta a scris sau contribuit la 28 de episoade, inclusiv „Natural Born Kissers⁠(d)”, pe care creatorul Matt Groening îl numea drept unul dintre episoadele sale preferate în 2000. De asemenea, a lucrat la lungmetrajul Familia Simpson din 2007 și la jocurile video The Simpsons: Road Rage⁠(d), The Simpsons: Hit & Run⁠(d) și The Simpsons Game⁠(d).
Selman a câștigat șase Premii Primetime Emmy⁠(d) pentru contribuțiile sale. Acesta a primit un Premiu Annie⁠(d) în 1999 pentru episodul „Simpsons Bible Stories⁠(d)” și un Premiu al Sindicatului Scenariștilor Americani în 2004 pentru „The Dad Who Knew Too Little⁠(d)”. În cadrul episodului, se menționează că adresa de e-mail a personajului Homer Simpson este chunkylover53@aol.com. Selman a creat e-mailul și a primit mii de mesaje după difuzarea episodului. A răspuns la unele mesaje în stilul lui Homer, însă la un moment dat a uitat parola contului.
Despre contribuțiile sale la serial, Selman a declarat că „cel mai greu lucru este să facem fiecare episod la fel de bun ca episoadele anterioare. Avem o moștenire maiestuoasă și nu vrei să fii persoana care distruge Familia Simpson.”
Din 2020, este showrunner⁠(d) alături de Al Jean .
Selman a scris articole pentru blogul „Nerd World” al Time.com împreună cu Lev Grossman⁠(d) și este creatorul benzilor desenate digitale⁠(d) „Superhero Roommate”. A apărut alături de Groening și Hank Azaria într-un episod al emisiunii Top Chef Masters⁠(d) în 2010 pentru a judeca mai multe feluri de mâncare inspirate de Familia Simpson.

## Viața personală
Selman este căsătorit cu Renee Ridgeley.

## Filmografie

### Seinfeld (1996)
- „The Wait Out⁠(d)” - scenarist, consultant

### Familia Simpson (1997-prezent)
- „Natural Born Kissers" (1998)
- „Simpsons Bible Stories" (cu Tim Long și Larry Doyle) (1999)
- „They Saved Lisa's Brain" (1999)
- „Eight Misbehavin'" (1999)
- „Behind the Laughter" (cu  George Meyer, Tim Long și Mike Scully) (2000)
- „Lisa the Tree Hugger" (2000)
- „Trilogy of Error" (2001)
- „Simpsons Tall Tales" (2001)
- „Jaws Wired Shut" (2002)
- „The Dad Who Knew Too Little" (2003)
- „All's Fair in Oven War" (2004)
- „Pranksta Rap" (2005)
- „Future-Drama" (2005)
- „Girls Just Want to Have Sums" (2006)
- „The Haw-Hawed Couple" (2006)
- „Husbands and Knives" (2007)
- „That '90s Show⁠(d)" (2008)
- „Bart Gets a 'Z'" (2009)
- „O Brother, Where Bart Thou?" (2009)
- „Flaming Moe" (2011)
- „The Food Wife" (2011)
- „The Day the Earth Stood Cool" (2012)
- „Gorgeous Grampa" (2013)
- „Covercraft" (2014)
- „Sky Police" (2015)
- „There Will Be Buds" (2016)
- „The Great Phatsby" (cu Dan Greaney) (2017)
- „Heartbreak Hotel⁠(d)" (cu Renee Ridgeley) (2018)
- „The Clown Stays in the Picture" (2019)
- „Treehouse of Horror XXXIII" (2022)

### Diverse
- The Simpsons: Road Rage (2001) – coscenarist
- The Simpsons Hit and Run (2003) – coscenarist
- The Simpsons Movie (2007) – coscenarist
- The Simpsons Game (2007) – coscenarist